# Phymatopus
Phymatopus är ett släkte av fjärilar som beskrevs av Hans Daniel Johan Wallengren 1869. Phymatopus ingår i familjen rotfjärilar.
Släktet innehåller bara arten Phymatopus hecta.

## Bildgalleri

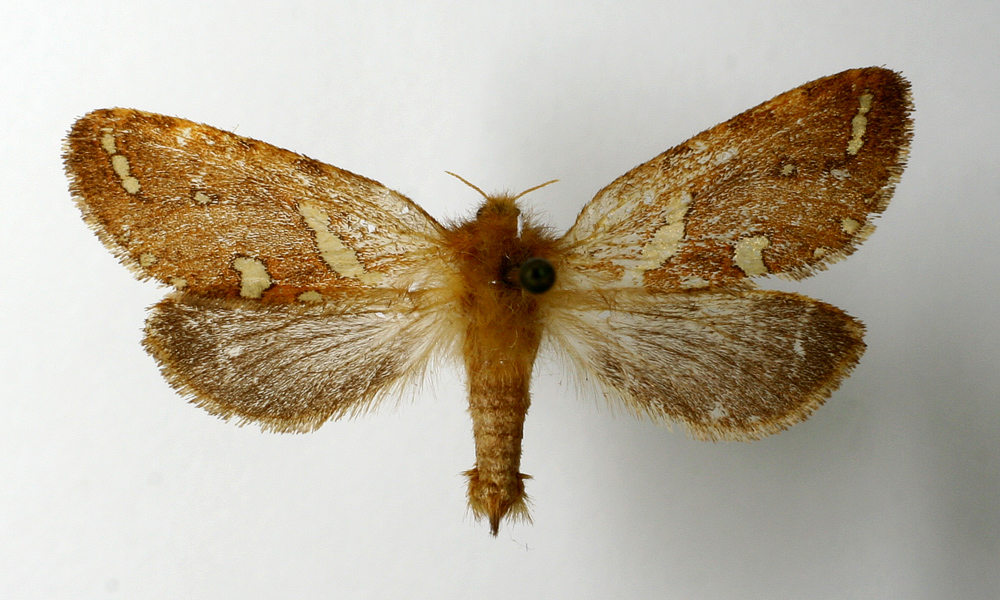
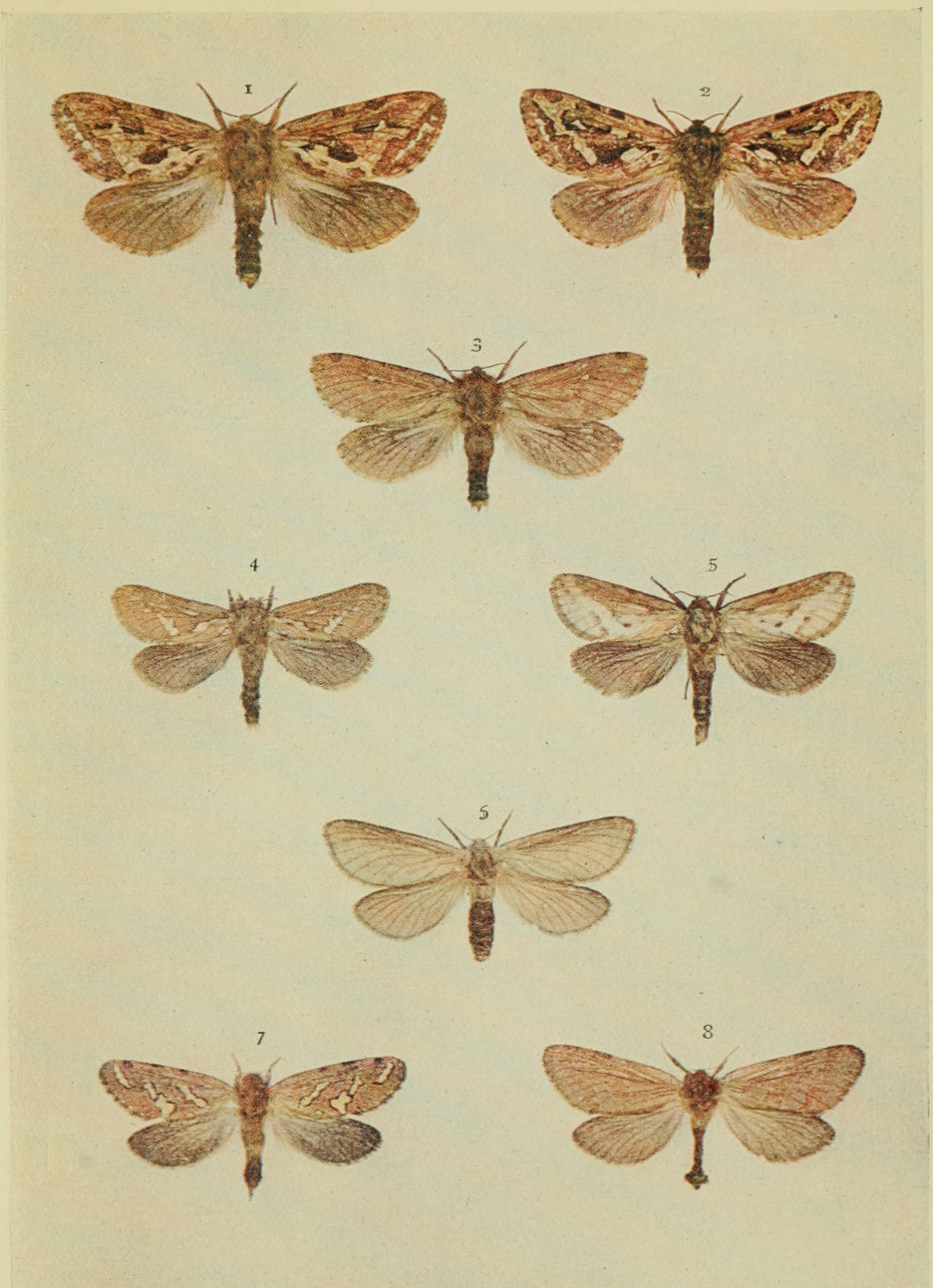
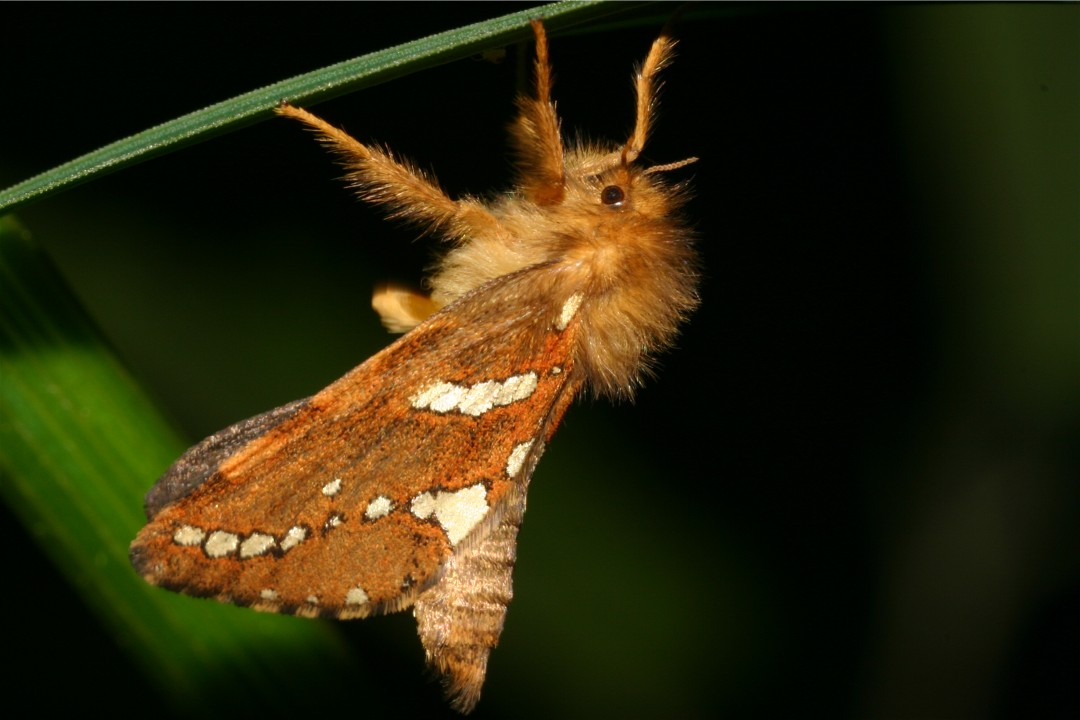
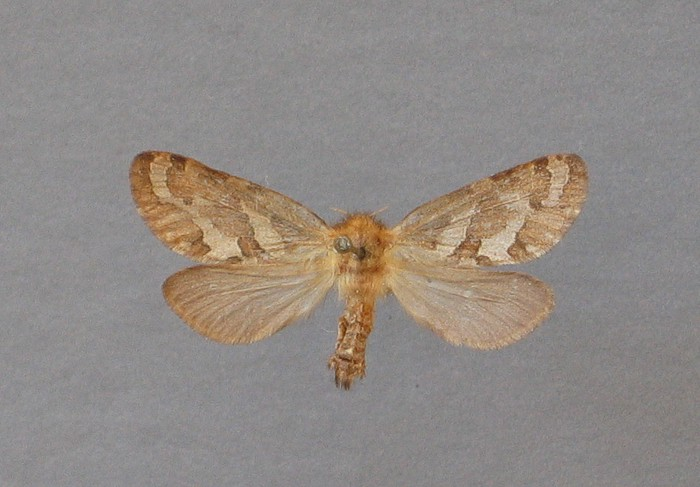
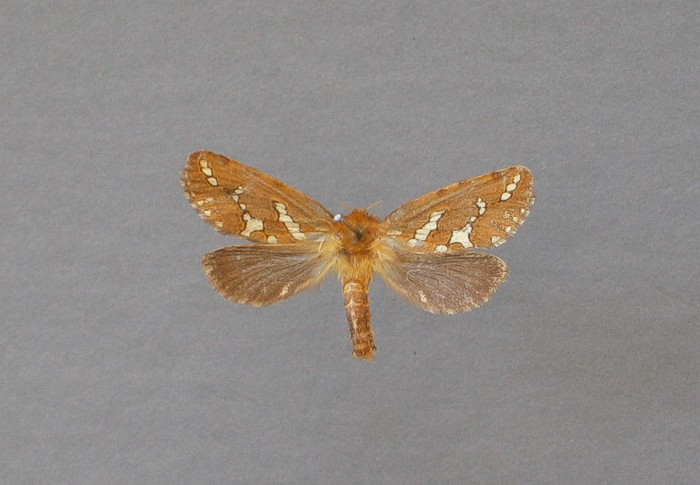
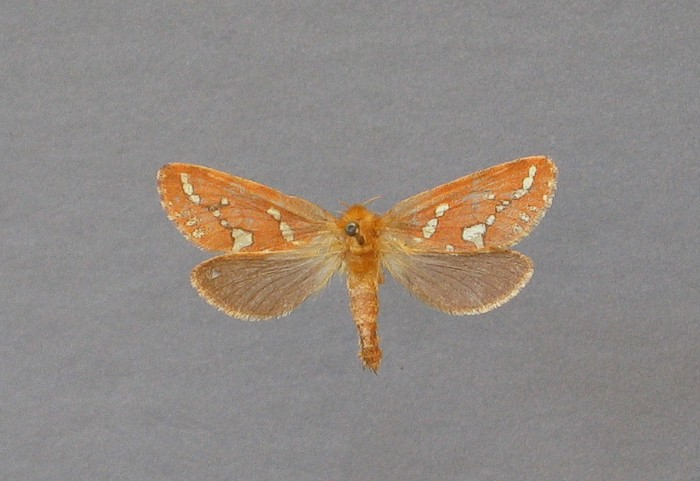